# Tai Situ Changchub Gyaltsen
Tai Situ Changchub Gyaltsen (en tibetano: ཏའི་སི་ཏུ་བྱང་ཆུབ་རྒྱལ་མཚན, wylie: ta'i si tu byang chub rgyal mtshan, Chinese: 大司徒絳曲堅贊) (1302–1364 o 1371) fue una figura clave en la Historía del Tíbet. Fue fundador de la dinastía Phagmodrupa y gobernante del Tíbet desde 1354 a 1364 o 1371.
Changchub Gyaltsen fue el Phagmodru Tripon o Nedong Ghongma quien en 1354 derrocó a los gobernantes Sakya asignados por los mongoles y se volvió gobernante de todo el Tíbet central antes de que la dinastía Ming fuese establecida en China en 1368. El y sus sucesores independientemente gobernaron el Tíbet durante ochenta años hasta que fueran remplazados por el Rinpungpa. 
Como gobernante Changchub Gyaltsen se aplicó a revivir las glorias del Imperio tibetano de Songtsen Gampo y afirmar la independencia tibetana de la dinastía Yuan mongol y la dinastía Ming china. Tomó el título tibetano de “Desi” (sde-srid), reorganizó las trece miriarquías de los previos gobernantes Yuan-Sakya en numerosos distrítos (rdzong), abolió la ley mongol a favor del viejo código legal tibetano, y la vestimenta de la corte mongol a favor de la tradicional tibetana. Pero evitó resistirse a la corte Yuan hasta su caída en 1368, y fue reconocido por lo último durante este período.
Tai Situ Changchub Gyaltsen murió en 1364 y fue sucedido por su sobrino Jamyang Shakya Gyaltsen (en tibetano: ཇམ་དབྱངས་ཤ་ཀྱ་རྒྱལ་མཚན, wylie: jam dbyangs sha kya rgyal mtshan, Chinese: 章陽沙加監藏) (1340-1373), también monje. El subsecuente gobierno del linaje Phagmodrupa duro hasta 1435. Desde 1435 a 1481 el poder del Phagmodrupa declinó mientras eran eclipsados por el Rinpungpa, quien fue patrono de la escuela rival Karma Kagyu. Fueron seguidos por tres reyes Tsangpa que gobernaron de 1566-1641 (hasta Lobsang Gyatso el quinto Dalái lama), con el apoyo de Gushi Kan (1582-1655), un gobernante mongol de Kokonor, que tomó control del Tíbet.